# SLOW (드라마)
《SLOW》는 2017년 10월 29일에 방영한 《KBS 드라마 스페셜 2017》 시리즈 중 아홉 번째 작품이다.

## 줄거리
관심을 한 몸에 받는 4번 타자에 가려져 아직 세상의 주인공이 되지 못한 이들이 자신의 꿈을 향해 달려가는 내용을 그린 드라마다.

## 등장 인물

### 주요 인물
- 곽동연 : 이지원(17세) 역

한원고등학교 야구부의 3루수. 177cm, 70kg, 포심 패스트볼 구속 130km. 공을 잘 치고 싶다고 생각하는 것이 일상의 전부가 되어버렸지만, 더 이상 자라지 않는 체격으로 인해 장타를 날리지 못한다. 정체된 자신이 프로로 가지 못하는 건 아닐까라는 불안으로 인해 강박이 매우 심해진 상태다.
- 정수지 : 김정연(17세) 역

지원의 같은 반 친구. 아버지는 배관공이었다가 간신히 공장을 차리지만, 어머니는 그런 기계공의 가난을 견뎌내지 못하고 결국 아버지와 갈라선다. 음대를 진학할 생각은 않지만, 항상 첼로가방을 메고 다닌다.
- 기도훈 : 정희민(17세) 역

한원고등학교 야구부의 에이스 투수이자 4번 타자. 타고난 피지컬을 바탕으로 상대를 압도하는 괴물 같은 선수로, 한국 프로야구 뿐 아니라 해외 스카우터들에게도 표적이 되어 있다.
- 남태부 : 성훈(17세) 역

한원고등학교 야구부 포수, 지원의 친구. 자라지 않는 키로 인해 주로 백업 포수 정도를 하고 있지만, 그의 삶은 경쾌하다. 입담도 좋고 유쾌하게 말을 하지만, 야구에 있어서는 송구는 느리고 정확하지 않다.
- 최광일 : 한서(57세) 역

지원과 함께 사는 지원의 고모부.

### 그 외 인물
- 남태우 : 감독 역
- 김지성 : 코치 역
- 이원섭 : 선수 1 역
- 고길주 : 선수 2 역
- 박종현 : 선수 3 역
- 이중옥 : 스카우터 역
- 염순채 : 심판 역
- 소준일 : 캐스터 역
- 김지수 : 기록관 역
- 강우 : 강원심 역
- 최원겸 : 독어교사 역
- 송은지 : 불어교사 역
- 김나연 : 여학생 1 역
- 배미경 : 아줌마 1 역
- 김윤숙 : 아줌마 2 역
- 강서윤 : 아줌마 3 역
- 율곡고등학교 야구부
  - 김찬희 : 주장 역
  - 김원빈 : 장타 대역
  - 최준서 : 지원 대역
  - 정현욱 : 희민 대역
  - 김세연 : 상대 투수 역
  - 정현민 : 상대 홈런타자 역
  - 김다운 : 타자 역

### 특별출연
- 허구연
- 조성환

## 시청률
- 전국 시청률 : 1.7%[1]